# Barfleur
Cet article possède un paronyme, voir Harfleur.
Barfleur (prononcé [baʁflœʁ], en normand Barflleu [baʁfʎœː]/[baʁfjø:]) est une commune française du département de la Manche en région Normandie, peuplée de 545 habitants.
Avec un territoire ne couvrant que 60 hectares, elle est la plus petite commune du département de la Manche.
Barfleur, qui fut au Moyen Âge un des ports les plus fréquentés de la Normandie, est aujourd'hui gratifiée du label « Les plus beaux villages de France », décerné par une association indépendante éponyme, visant à promouvoir les atouts touristiques de petites communes françaises riches d'un patrimoine de qualité.

## Géographie

### Localisation
La commune est située sur la côte du Val de Saire, à quelques kilomètres au sud de la pointe de Barfleur qui marque l'extrémité nord-est du Cotentin (mais qui se trouve sur la commune de Gatteville-le-Phare).

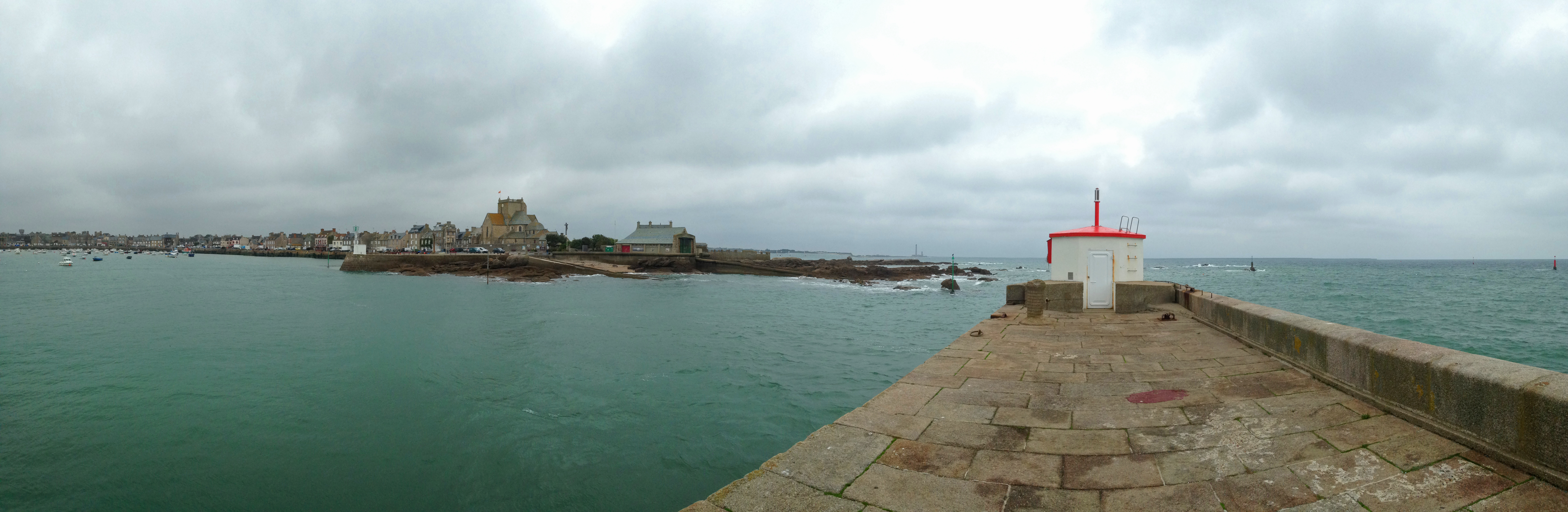
Panoramique depuis l'entrée du port de Barfleur.

### Communes limitrophes
Barfleur est entourée au sud par la commune de Montfarville, au nord-ouest par la commune de Gatteville-le-Phare et baignée à l'est par la Manche.

### Hydrographie
La commune est située dans le bassin Seine-Normandie. Elle est drainée par le cours d'eau 01 de la Bretonne et le cours d'eau 02 de la Bretonne,,.

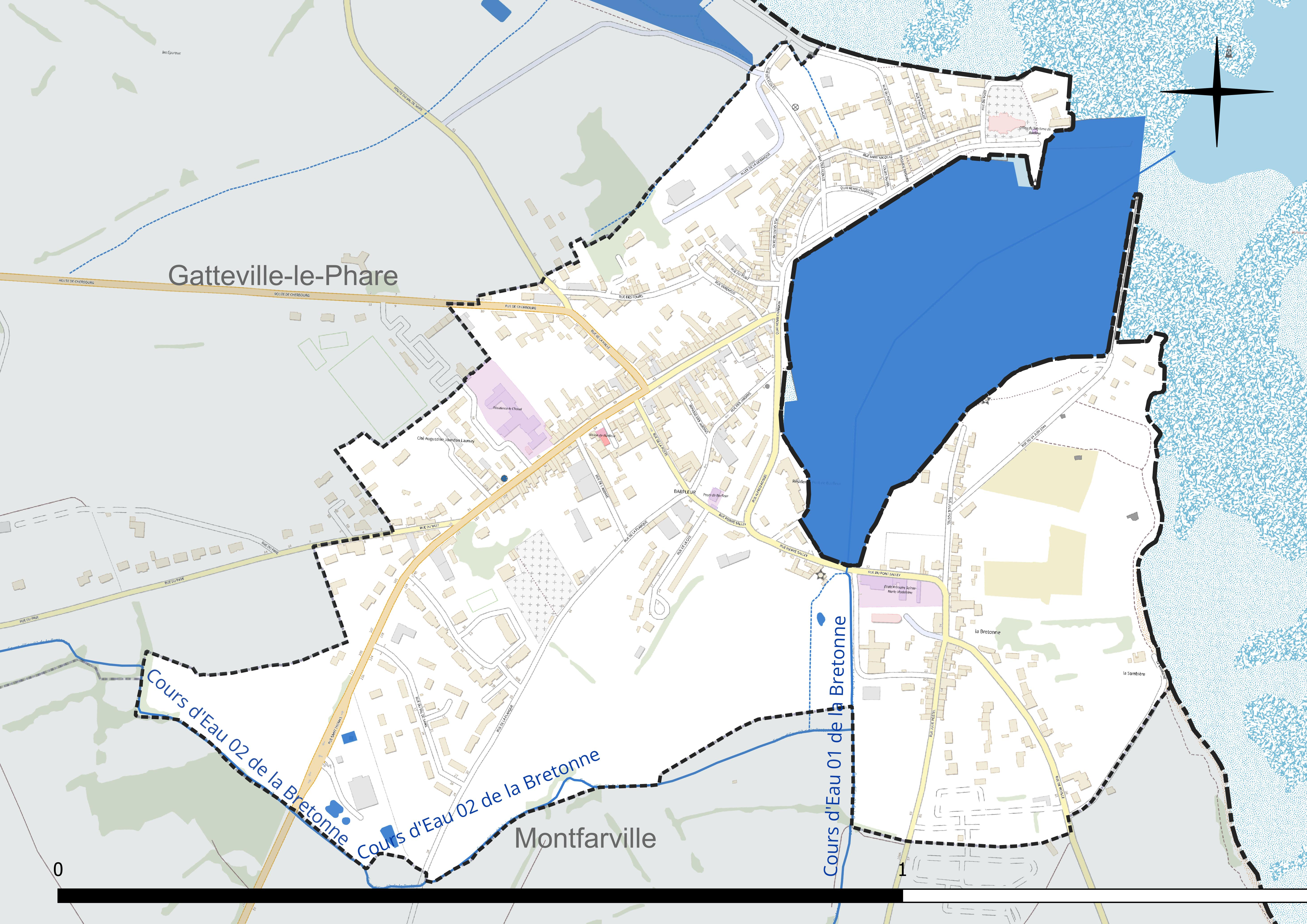
Réseau hydrographique de Barfleur.

### Climat
Pour des articles plus généraux, voir Climat de la Normandie et Climat de la Manche.
En 2010, le climat de la commune est de type climat océanique franc, selon une étude du CNRS s'appuyant sur une série de données couvrant la période 1971-2000. En 2020, Météo-France publie une typologie des climats de la France métropolitaine dans laquelle la commune est exposée à un climat océanique et est dans la région climatique Normandie (Cotentin, Orne), caractérisée par une pluviométrie relativement élevée (850 mm/a) et un été frais (15,5 °C) et venté. Parallèlement le GIEC normand, un groupe régional d'experts sur le climat, différencie quant à lui, dans une étude de 2020, trois grands types de climats pour la région Normandie, nuancés à une échelle plus fine par les facteurs géographiques locaux. La commune est, selon ce zonage, exposée à un « climat maritime », correspondant au Cotentin et à l'ouest du département de la Manche, frais, humide et pluvieux, où les contrastes pluviométrique et thermique sont parfois très prononcés en quelques kilomètres quand le relief est marqué.
Pour la période 1971-2000, la température annuelle moyenne est de 11,1 °C, avec une amplitude thermique annuelle de 10,2 °C. Le cumul annuel moyen de précipitations est de 745 mm, avec 12,8 jours de précipitations en janvier et 7,4 jours en juillet. Pour la période 1991-2020, la température moyenne annuelle observée sur la station météorologique la plus proche, située sur la commune de Gatteville-le-Phare à 2 km à vol d'oiseau, est de 11,6 °C et le cumul annuel moyen de précipitations est de 866,7 mm,. Pour l'avenir, les paramètres climatiques de la commune estimés pour 2050 selon différents scénarios d'émission de gaz à effet de serre sont consultables sur un site dédié publié par Météo-France en novembre 2022.

### Milieux naturels et biodiversité
Au sud de la commune se trouve la ZNIEFF du Pré Saumâtre. La zone de 4,34 ha est caractérisée par la présence d'espèces protégées comme le Polypogon de Montpellier ou la Rousserolle effarvatte.
Au large de la commune, le site Natura 2000 Récifs et marais arrière-littoraux du Cap Lévi à la Pointe de Saire a été classé zone spéciale de conservation le 1er octobre 2014. La pointe de Barfleur étant un lieu de passage de mammifères marins, des observations de certaines espèces de mammifères marins d'intérêt communautaire comme le Grand Dauphin ou le Marsouin commun ont été déclarées.

## Urbanisme

### Typologie
Au 1er janvier 2024, Barfleur est catégorisée commune rurale à habitat dispersé, selon la nouvelle grille communale de densité à sept niveaux définie par l'Insee en 2022.
Elle est située hors unité urbaine et hors attraction des villes,.
La commune, bordée par la Manche, est également une commune littorale au sens de la loi du 3 janvier 1986, dite loi littoral. Des dispositions spécifiques d'urbanisme s'y appliquent dès lors afin de préserver les espaces naturels, les sites, les paysages et l'équilibre écologique du littoral, comme le principe d'inconstructibilité, en dehors des espaces urbanisés, sur la bande littorale des 100 mètres, ou plus si le plan local d'urbanisme le prévoit.

### Occupation des sols

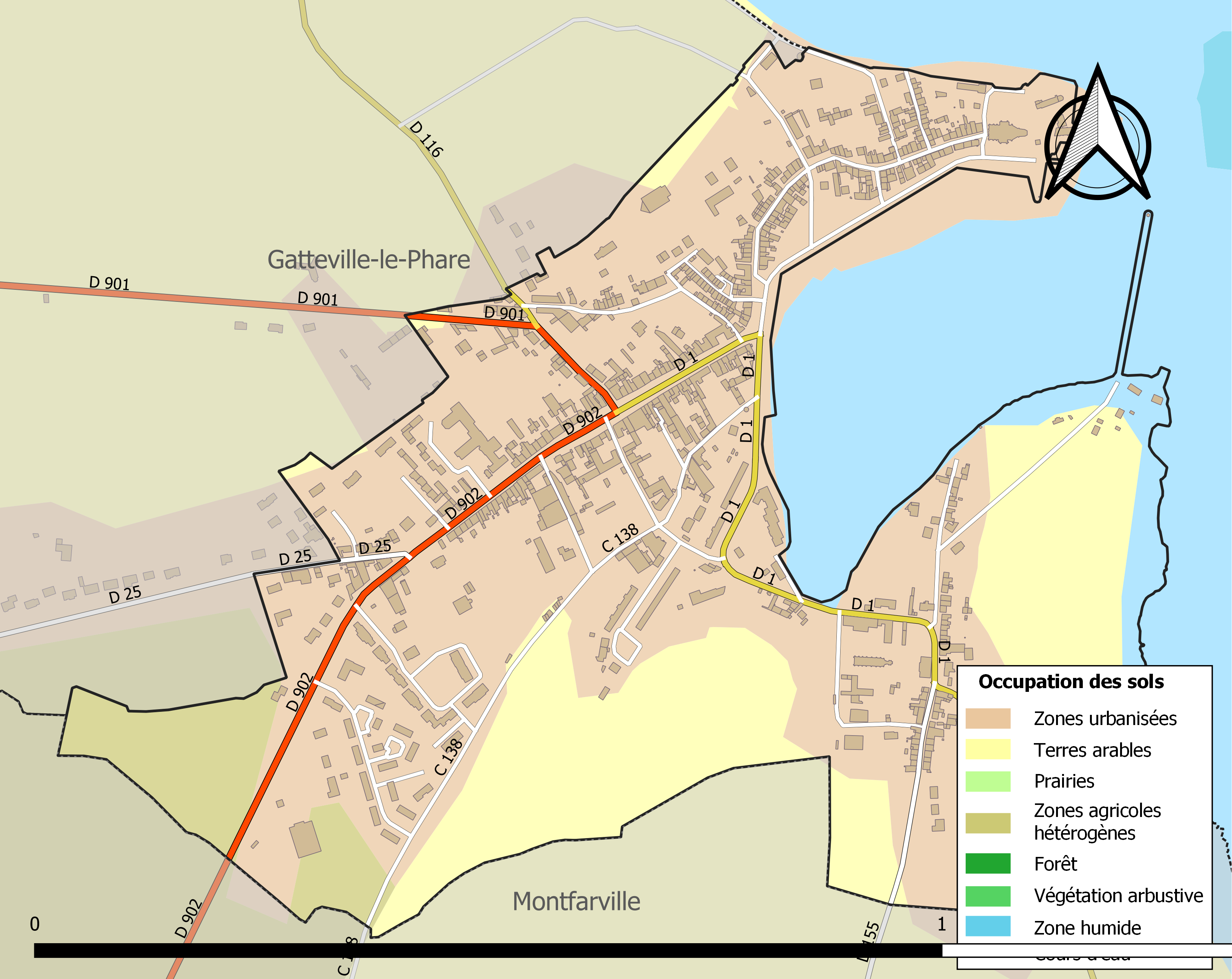
Carte des infrastructures et de l'occupation des sols de la commune en 2018 (CLC).

L'occupation des sols de la commune, telle qu'elle ressort de la base de données européenne d'occupation biophysique des sols Corine Land Cover (CLC), est marquée par l'importance des territoires artificialisés (65 % en 2018), en augmentation par rapport à 1990 (58,6 %).
La répartition détaillée en 2018 est la suivante : zones urbanisées (65 %), terres arables (22,4 %), zones humides côtières (8,7 %), zones agricoles hétérogènes (3,9 %).
L'évolution de l'occupation des sols de la commune et de ses infrastructures peut  être observée sur les différentes représentations cartographiques du territoire : la carte de Cassini (XVIIIe siècle), la carte d'état-major (1820-1866) et les cartes ou photos aériennes de l'IGN pour la période actuelle (1950 à aujourd'hui).

### Habitat et logement
En 2018, le nombre total de logements dans la commune était de 629, alors qu'il était de 632 en 2013 et de 586 en 2008.
Parmi ces logements, 47,3 % étaient des résidences principales, 47,8 % des résidences secondaires et 4,9 % des logements vacants. Ces logements étaient pour 80,8 % d'entre eux des maisons individuelles et pour 18,7 % des appartements.
Le tableau ci-dessous présente la typologie des logements à Barfleur en 2018 en comparaison avec celle de la Manche et de la France entière. Une caractéristique marquante du parc de logements est ainsi une proportion de résidences secondaires et logements occasionnels (47,8 %), très supérieure à celle du département (15 %) et très inférieure à celle de la France entière (9,7 %). Concernant le statut d'occupation de ces logements, 52,9 % des habitants de la commune sont propriétaires de leur logement (51 % en 2013), contre 63,5 % pour la Manche et 57,5 % pour la France entière.
| Typologie                                               | Barfleur | Manche | France entière |
| ------------------------------------------------------- | -------- | ------ | -------------- |
| Résidences principales (en %)                           | 47,3     | 76,7   | 82,1           |
| Résidences secondaires et logements occasionnels (en %) | 47,8     | 15     | 9,7            |
| Logements vacants (en %)                                | 4,9      | 8,4    | 8,2            |

### Voies de communication et transports
Les anciennes routes nationales RN 801 et RN 802 (actuelles RD 901 et 902) aboutissent à Barfleur.
Barfleur est desservie par la ligne Manéo no 13, mise en place par le conseil départemental de la Manche (ligne Barfleur - Valognes). Valognes elle-même est desservie par la ligne SNCF Paris-Caen-Cherbourg.

## Toponymie
Le nom de la localité est attesté sous les formes Barbefloth, Barbeflueth en 1066-1077, Barbefluet au XIIe siècle,  Barflue en 1127, Barefleu en 1146, Barbeflet en 1163, Barbeflo en 1175, 1198, Barflue en 1227, Barefleu en 1317 et par une transposition latine du XIe siècle Barbatum fluctum. La forme française actuelle Barfleur apparaît pour la première fois au XVIe siècle dans une charte de François Ier. Les chroniqueurs du Moyen Âge la nomme indifféremment : Barbefleu, Barbeflio, Barefluio, Bartefloth et les latinistes : Barbefluvium ou Barofluctum.
Le r final, non étymologique, ne se prononce pas. Barfleur se dit donc « Barflleu » en normand, ce qui s'écrit en alphabet phonétique international  /baʁfʎø:/ ou plus souvent /baʁfjø:/. Les Barfleurais s'appellent alors les « Barfllotais » (soit /baʁfjote:/).
Il s'agit d'une formation toponymique médiévale. La nature du second élément -fleur que l'on retrouve ailleurs en Normandie dans Honfleur, Harfleur, Fiquefleur, Vittefleur, Crémanfleur à Crémanville et la Gerfleur a donné lieu à diverses interprétations par les toponymistes. Il s'agit soit du norois floth (pour René Lepelley), c'est-à-dire, selon les conventions graphiques du vieux norois translitéré, flóð « marée montante courant » sans doute à l'origine du mot français flot « marée montante, flux »; du vieil anglais flod (pour François de Beaurepaire) qui a donné l'anglais moderne flood « marée haute, inondation »; du vieux norrois fljot « crique » (pour Albert Dauzat et Charles Rostaing), comprendre sans doute fljót « grande rivière, fleuve » qui convient mieux sémantiquement, dans la mesure où le sens de l'ancien normand fleu est bien établi dans un texte du XIIIe siècle qui mentionne le fleu de Lestre, c'est-à-dire « la rivière de Lestre » (cf. la Gerfleur, fleuve côtier du Cotentin).
Paradoxalement [?], ces derniers considèrent que l'élément -fleur dans Harfleur et dans Honfleur représente le vieil anglais flēot « eau qui coule, courant, rivière ». Cette explication a été reprise ultérieurement par Dominique Fournier pour expliquer Honfleur. L'anglo-saxon flēot s'accorde tout aussi bien avec les mentions les plus anciennes du nom de Barfleur. En effet, l'élément -fleur est attesté dans des formes anciennes extrêmement variées -floth, -flueth, fluet ou encore flet, ce qui peut s'expliquer par la diphtongue instable du vieil anglais flēot. Toujours est-il que la rivière en question est la Planque et le nom de Barfleur a dû désigner cette rivière avant de s'appliquer à l'agglomération principale sur son cours, selon un processus fréquemment observé en Normandie (cf. Eu, Bolbec, Fécamp, Dieppe, etc.) et ailleurs.
Le premier élément Barbe- (dans les formes les plus anciennes) contracté en Bar- parait être le nom de personne Barbey, Barbay (ancien français Barbé « le Barbu », du gallo-roman BARBATU, latinisé en Barbatus dans les textes), essentiellement attesté en Normandie jusqu'au début du XXe siècle et que l'on retrouve dans Barbeville, lieu-dit à Barfleur, Barbeville (Calvados) et Barbetot à Épretot (Seine-Maritime). L'association avec -fleur ou -tot, la localisation dans l'aire de diffusion des toponymes norrois (y compris Barbeville) incitent à mettre en parallèle le nom de personne norrois Skeggi « le Barbu », attesté dans la région et rencontré par exemple dans Équiqueville, Ecuquetot (Seine-Maritime), dont Barbé représenterait la transcription romane. En revanche, René Lepelley à la suite d'Albert Dauzat a émis l'hypothèse que le premier élément Barbe- pouvait représenter le norrois barmr « sein » (Dauzat lui donne le sens de « coin »), d'où « pointe, cap ». Cette proposition est moins solide, car cet élément ne correspond pas aux formes anciennes, qui sont toutes en Barbe-, jamais en *Barm-. De plus, la présence du lieu-dit Barbeville à Barfleur affaiblit encore cette interprétation, car les noms en -ville sont presque tous composés avec un nom de personne, les noms en -fleur également et ils ont souvent un doublet en -ville (ex. : Honnaville / Honfleur ou Crémanville / Crémanfleur).
Le gentilé est Barfleurais ou Barflotais.
Les plaques de rue sont ornées d'un bar et d'une fleur, jeu de mots avec les deux syllabes du nom.

## Histoire

### Préhistoire et Antiquité
Abri naturel, le site a dû être utilisé dès la Préhistoire (découverte d'outillage en silex sur le site de Gatteville-Phare, et de silex taillés dans l'anse de la Bretonne) et à l'Antiquité par les marins et les commerçants locaux (commerce maritime notamment avec la Grande-Bretagne et ses mines de fer et d'étain). Le 10 mai 1842, un sieur Letertre en enfouissant un mouton découvre au village de la Bretonne, dans une pièce de terre nommée l'Epivent, deux mille médailles romaines datées du Haut-Empire. Les plus anciennes remontant à Vespasien (premier siècle de notre ère).

### Moyen Âge

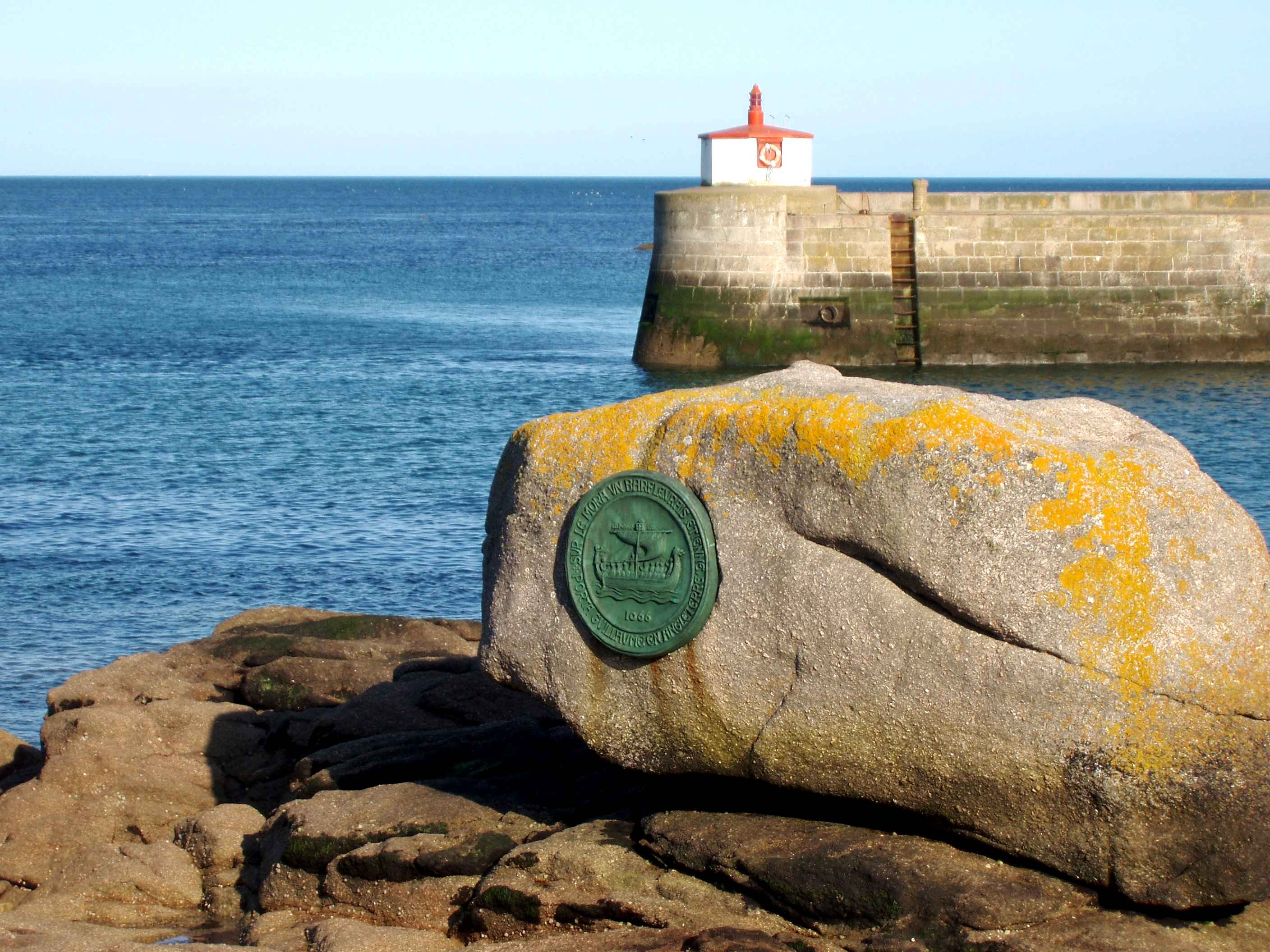
Rocher avec un médaillon en l'honneur d'Étienne, esturman barfleurais de la Mora, bateau de Guillaume le Conquérant. La figure de proue représente un enfant doré soufflant dans une corne d'ivoire.

Le port du Cotentin septentrional est sans doute ancien, mais on ne possède aucune trace de son nom antérieur. Le nom actuel n'est pas antérieur au IXe ou Xe siècle. Les plus anciennes attestations datent du XIe siècle. Geoffroy de Monmouth, dans le neuvième livre de son Historia regum Britanniae, fait partir le roi Arthur de Barfleur pour combattre les Romains chez les Allobroges. Peut-être a-t-il disposé de sources anciennes de la légende mentionnant le nom originel de Barfleur, sinon il aura donné cette localisation car ce port était à son époque le principal lien maritime entre le duché de Normandie et la Grande-Bretagne. Au VIe siècle, saint Romphaire, en provenance d'Angleterre aurait été jeté par une tempête sur le rocher de l'Islet, et demeura de longues années dans un lieu voisin de la ville. Saint Lô, l'évêque de Coutances, au vu de ses miracles selon la légende, l'appela pour lui conférer la prêtrise, mais les Barfleurais demandèrent son retour, et il devint ainsi le premier curé de la cité, avant de devenir vers 560 à son tour évêque de Coutances.
Vers l'an mil, une flotte et une armée envoyée par le roi anglo-saxon Æthelred (c. 966-1016) qui avait déclaré la guerre à son beau-frère Richard II, duc de Normandie, prétextant que ce dernier persécutait les hommes d'origine saxonne, débarqua près de Barfleur « el rivage u Barbeflie siet », précisément sur les grèves qui s'étendent vers le sud jusqu'à l'embouchure de la Saire. La population prit alors les armes en attendant l'arrivée des troupes de Néel de Saint-Sauveur, vicomte du Cotentin, et de Guillaume Bertran de Bricquebec qui défirent dans ce qu'on appela la bataille du Val de Saire les Anglais. Seul un soldat put s'échapper et regagner le port, donnant l'alarme, permettant à la flotte anglaise de lever l'ancre, abandonnant les retardataires restés à terre, et qui annonça au roi sa défaite. Guillaume de Jumièges rapporte ses paroles « Nous nous sommes heurtés non seulement à de solides guerriers mais aussi à des femmes furieuses qui, avec des jougs qu'elles utilisent pour porter leurs cruches, défoncent le crâne de leurs adversaires les plus robustes ».
Vers 1042, c'est de Barfleur, avec quarante navires, que s'embarqua Édouard le Confesseur pour se faire couronner roi d'Angleterre.
La bataille d'Hastings marque le début de la conquête de l'Angleterre par les Normands parmi lesquels figurent de nombreux Cotentinais et Avranchinais. Au bout de la jetée du port de Barfleur, scellé sur un rocher, un médaillon en bronze rappelle que Guillaume le Conquérant fit sur le Mora, une esnèque, piloté par un jeune Barfleurais, Étienne, fils d'Airard (ou Arnaud), la traversée, débarquant à Pevensey dans le Sussex de l'Est, le 28 septembre 1066. Ce médaillon, œuvre de la sculptrice Josette Hébert-Coëffin, a été scellé sur un rocher en 1966 pour le 900e anniversaire de cette bataille, à l'emplacement, selon la tradition locale, où aurait été construite la nef offerte par Mathilde à son époux Guillaume. Barfleur est alors aux mains du duc de Normandie qui est aussi roi d'Angleterre, jouant un rôle capital dans la transfretatio regis, le service de transport royal de la cour anglaise entre les deux rives de la Manche, aux XIe et XIIe siècles. En juin 1098, Guillaume le Roux, fils et successeur du Conquérant, vint débarquer à Barfleur, en allant secourir Le Mans, occupé par Foulques IV d'Anjou.
En 1104, Henri Beauclerc, roi d'Angleterre et fils du Conquérant, débarque en Normandie afin de s'emparer du duché au détriment de son frère Robert Courteheuse. Cette première tentative ayant échoué, il revint l'année suivante au printemps, et aborde à Barfleur à la fin du carême de l'année 1105 le Vendredi saint, avec 40 000 hommes, avant de célébrer la fête de Pâques à Carentan où il est rejoint par l'évêque de Sées. C'est également du port, que les pèlerins anglais vers Compostelle, débarquaient et rembarquaient.
Le 25 novembre 1120, Henri Ier Beauclerc, après quatre ans passé en France, s'embarque pour rejoindre son domaine insulaire, avec toute sa cour. Son fils, Guillaume Adelin, qui était venu épouser à Lisieux, Mathilde, la fille du comte d'Anjou, et de très nombreux hauts barons accompagnés de dames de haute naissance, ainsi que le trésor royal, prennent place à bord de la Blanche-Nef piloté par Thomas, fils d'Étienne, qui avait piloté Guillaume sur le Mora, et qui sombre au large de Barfleur, après s'être éventré sur le rocher de Quillebeuf situé au nord. Le port perdra peu à peu à la suite de cette catastrophe son statut d'embarcadère royal.
Le 13 août 1189, Richard Cœur de Lion embarque à Barfleur pour rejoindre l'Angleterre et se faire couronner roi après son couronnement comme duc de Normandie à Rouen le 20 juillet 1189. C'est à Barfleur, qu'en mai 1194, après son retour en Angleterre le 13 mars 1194 à la suite de sa captivité au retour de la troisième croisade, qu'il débarque, pour aller délivrer Verneuil assiégée par le roi de France. Son frère, Jean sans Terre y séjourne du 5 au 10 avril 1200, puis entre le 15 et 17 septembre de la même année, ce qui fait de Barfleur pendant la période ducale et ce jusqu'en 1204, date du rattachement de la Normandie au domaine royal français, le plus important port normand, une place forte et une ville prospère qui acquiert un commerce florissant et atteint une population de 10 000 habitants. C'est encore de Barfleur que le 5 décembre 1203, Jean sans Terre embarque pour l'Angleterre, pour ne jamais revenir en Normandie. Après 1204, le port continue à jouer un rôle important, mais est concurrencé par celui de Cherbourg et Saint-Vaast-la-Hougue. Sous le règne de Philippe IV le Bel (1285-1314) la ville compte plusieurs milliers d'habitants.
Les rôles de l'Échiquier de Normandie de 1195 gardent la trace de la prévôté de Barfleur.
En 1296, lors de la guerre d'Aquitaine, Barfleur ne fournit que deux navires de guerre, alors que La Hougue en fournit douze et Cherbourg neuf.
Le 14 septembre 1326, sous le règne d'Henri II, la flotte de Nicolas Kyriel, amiral anglais du Nord, débarque un corps expéditionnaire à Barfleur. « Le jour de la Sainte-Croix, l'année 1326, cent cinquante-quatre nefs et autant de bargots chargés d'hommes en armes arrivèrent devant Barfleur ; ils incendièrent le pays environnant, le pillèrent et y firent de nombreux ravages ». Le raid anglais met à sac le nord du Cotentin ; dévastation des campagnes, pillage de la ville de Cherbourg, saccage de l'abbaye du Vœu.
En 1327, afin de mieux résister aux Anglais et de protéger leurs commerces, les Barfleurais avaient « supplié » le roi Charles IV le Bel de bien vouloir les autoriser à clore leur ville de murs et de fossés, mais cela semble n'avoir pas été suivi d'effet.
La guerre de Cent Ans, voit la ville pillée et incendiée à plusieurs reprises, précipitant son déclin. En 1346, dans le cadre de la chevauchée d'Édouard III, Barfleur est brûlée et son port détruit par les troupes anglaises du roi d'Angleterre et de son fils Édouard de Woodstock, après leurs débarquements à Saint-Vaast-la-Hougue, le 12 juillet, accompagnés par le seigneur de Saint-Sauveur-le-Vicomte, Geoffroy d'Harcourt, ayant pris parti pour le roi d'Angleterre. Le vendredi 14 juillet, l'armée anglaise investit la ville pendant que la flotte bloque les passes du port. La population n'opposa alors qu'une faible résistance, se rendant par « doubtance de mort ». Après un pillage en règle, la bourgade et son église romane sont incendiées, les vaisseaux détruits. Puis survint la peste noire ; la population passe de 9 000 à 150 habitants. Alors qu'elle comptait 1 800 feux (environ 6 000 habitants) avant la guerre, on en dénombre plus que trente au milieu du XVe siècle, et une centaine au XVIe siècle. En 1405, la ville est ravagée pour la seconde fois par les Anglais.

### Temps modernes

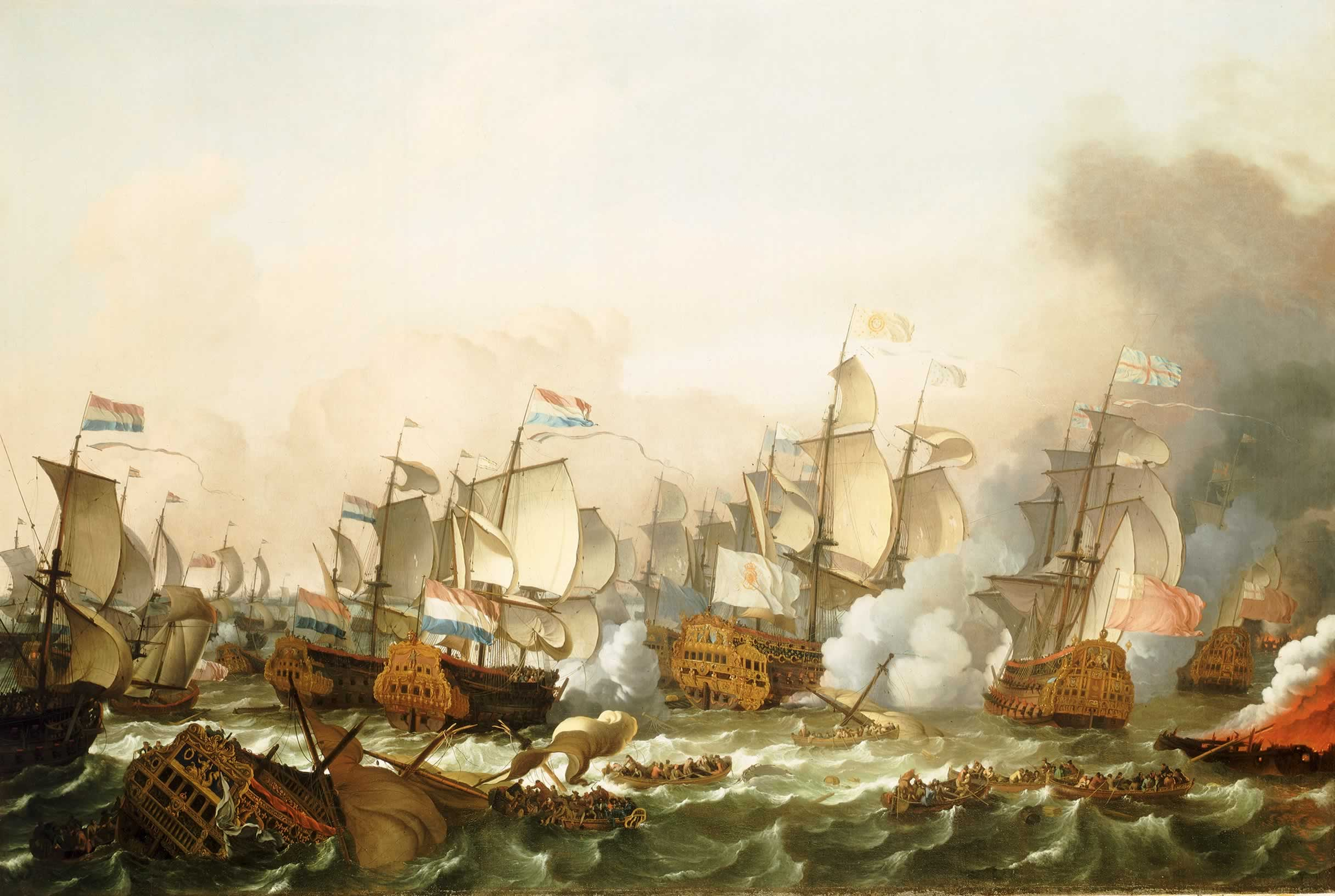
La Bataille de Barfleur, Ludolf Bakhuizen, 1693. Le Soleil Royal, entouré des navires anglais et néerlandais.

En 1492, une flotte de quarante-cinq navires chargés de sel est brûlée devant Barfleur et en 1543, des navires anglais sont défaits devant la place. En 1553, la population du bourg ne s'élève plus qu'à environ 150 habitants. Lors des guerres de Religion les ligueurs, menés par François de La Cour, en mai 1589 s'emparent de « la tour » Saint-Nicolas, qui leur échappe en février 1590 et la reprendront le dimanche de Pentecôte 2 juin 1591. Le 2 juin 1591, maréchal de Matignon reprend Barfleur et brûle la tour. « La Tour de Barfleur fut prise et bruslée, dont la moitié de ceux de dedans furent bruslée, trois pendus et le reste mis à grosse rançon […] ». Le nouveau gouverneur de la cité et lieutenant du Cotentin, Jacques de Sainte-Marie d'Agneaux, nommé le 13 mars 1592 par François de Bourbon, duc de Montpensier, fait raser ce qui reste de l'ancienne église Saint-Nicolas, sinistrée lors de la guerre de Cent Ans et des guerres de Religion, et sur son emplacement fait édifier un fort « Un fort tout alentour de murailles, en faisant travailler tout le peuple avec impôts et boutait à rançon tous ceux qui lui faisaient déplaisir », suivant ce que Nicolas Ermisse, bourgeois de la ville, a noté sur son registre. En 1597, rendu inutile à la suite de la pacification de la Normandie, Henri IV ordonne au maréchal de Matignon, lieutenant général du roi, la destruction des fortifications, qui avaient servi de repaire aux Ligueurs. Les pierres provenant de la destruction du fort, démantelé en trois semaines de mars à avril 1597, et de la tour serviront à la construction de l'église actuelle.
Au début du XVIIe siècle le bourg de Barfleur compte moins de 500 habitants, et à la fin de ce siècle et au début du XVIIIe siècle ce n'est qu'un port modeste.
Le 29 mai 1692 a lieu la bataille de la Hougue ou bataille de Barfleur, lors de la guerre de la Ligue d'Augsbourg. L'amiral Tourville, qui commande la flotte française, repère la flotte anglo-néerlandaise au large de Barfleur et, conformément à ses ordres et malgré une infériorité numérique de deux contre un, l'attaque. Dans un premier temps, les Français résistent et tiennent les Anglo-Néerlandais en échec, leur infligeant la perte de navires contre aucun côté français. Toutefois, la côte normande ne dispose d'aucun port pouvant abriter la flotte à l'issue du combat et Tourville ordonne le repli vers les côtes bretonnes.
Cependant, la manœuvre est contrariée par la bascule des courants du raz de Barfleur, du raz du cap Lévi et du raz Blanchard, sur la côte nord du Cotentin. Trois navires s'échouent à Cherbourg, dont le navire-amiral de Tourville Soleil Royal. Douze vaisseaux doublent la pointe de Barfleur et mouillent, au soir du 31 mai dans la rade de la Hougue. Sans défense terrestre, les navires sont détruits par les Anglo-Néerlandais les 2 et 3 juin.
La ville ne se relèvera jamais totalement de ses ruines successives, bien que celle-ci renaît un tant soit peu aux XVIIe et XVIIIe siècles, pour prendre l'aspect qu'on lui connaît aujourd'hui. Sa population et son activité restent toutefois modestes par rapport à sa puissance passée.
En 1702, alors que les hostilités sont à nouveau ouvertes dans le cadre de la guerre de Succession d'Espagne, et que le Cotentin croit être exposé à une descente imminente des Anglais, la côte n'est protégée que par quelques corps de garde et deux batteries, une que l'on vient de construire et protège l'anse de Gattemare (Gatteville-le-Phare), l'autre qui défend le port de Barfleur.
Au cours du XVIIIe siècle, c'est dans les ports de Barfleur et de Saint-Vaast-la-Hougue que se concentre l'activité des gens de mer. Avec le commerce de la pêche, la ville retrouve une certaine prospérité. Le commerce des huîtres qui fut longtemps l'un des éléments de sa prospérité, voit un nouvel essor. Ce siècle enregistre un trafic très important d'huîtres avec Cancale et Granville. L'armement local comprend dans les années 1730-1740, deux navires de 70 et 50 tonneaux. L'un pêche la morue verte sur les bancs de Terre-Neuve, l'autre fait du commerce jusqu'à Bordeaux, ainsi que quatre brigantins de 22 à 60 tonneaux, deux dogres de 40 et 50 tonneaux, cinq barques de 10 à 45 tonneaux qui pêchent le maquereau et dans l'intervalle font du petit cabotage avec Bordeaux, La Rochelle, Cherbourg, Rouen et Dieppe ou chargent à Granville et Cancale des huîtres qu'ils achètent et ramènent à Barfleur pour les parquer. Enfin quatorze petits bateaux de pêche de 1 à 8 tonneaux pratiquent la pêche au maquereau frais qui est vendu sur place ou à des pêcheurs du Calvados, ou pratiquent la pêche à la ligne et aux homards pour les plus petites unités. De tout ceci, il ne restera, une cinquantaine d'années plus tard, que la pêche au poisson frais.

### Époque contemporaine
La commune de Barfleur, instituée par la Révolution française, absorbe de 1804 à 1831 celle de Montfarville, qui retrouve cette année-là son autonomie.
Au XIXe siècle, Barfleur est une ville prospère grâce à la construction navale, le commerce de bois du nord, la pêche ou encore l'ostréiculture. Sous le Second Empire, c'est une soixantaine de bateaux qui pratiquent la pêche côtière, et la pêche aux huitres est florissante. Un petit cabotage se développe à nouveau.
De 1842 à 1849, on construit la grande jetée, longue de 200 mètres que complètent les quais construits en grande partie sous Napoléon III. Au nord du bourg, est bâtie depuis 1863 une digue longue, la Grande Grève, jusqu'à l'église afin de protéger les terres et les maisons de Barfleur des assauts de la mer. Ils viennent remplacer les vieux quais du XVIIIe siècle ruinés par la violence des flots. À cette époque, Barfleur compte encore 1 500 habitants. En 1869, le port est alors fréquenté par 151 navires dont de nombreux étrangers et son tonnage atteint son maximum avec 5 477 tonnes.
Paul Signac (1863-1935) y séjourne de 1932 à 1935 (au no 4 de la rue Saint-Nicolas). À l'âge de 67 ans, il revient à Barfleur, qui sera son port d'attache pendant quatre été successifs et qu'il décrit ainsi « Port suffisamment mouvementé, bordé de belles et pures architectures, campagne magnifique… la mer y est belle, les jardins fleuris ».
Parmi les anecdotes, celle de Pierre Salley, maire de la commune, (1770-1852) qui refuse en 1836 à Victor Hugo (1802-1885) et à sa maîtresse Juliette Drouet (1806-1883), une promenade en mer au clair de lune… sur fond de sécurité.
Le 27 février 1860 a lieu un second naufrage coûteux en vies humaines, après celle de la Blanche-Nef, celui de la Luna, un trois-mâts américain commandé par le capitaine John Schannon qui heurta violemment le rocher de Quillebeuf. Parti du Havre le 15 février, et à destination de la Louisiane avec 18 hommes d'équipage et 85 passagers français et allemands, on dénombra 101 morts ; seuls deux hommes d'équipage furent sauvés.
En 1865, en raison du danger que représente le raz de Barfleur au large de la pointe homonyme, la Société générale centrale de sauvetage des naufragés décide de construire à Barfleur, port le plus proche, une station de sauvetage, la première du département et la seconde en France, sur le modèle des stations britanniques. Les premiers canots, à rames, étaient lancés du haut du quai lorsque la mer était haute. Cette même année voit la renaissance de la cité avec l'inauguration d'un port de pêche.
Ouverte le 20 avril 1886, la ligne de Valognes Montebourg à Saint-Vaast et à Barfleur assurait une liaison ferroviaire entre Valognes et Barfleur, facilitant le déplacement des personnes et le transport des marchandises. En 1911, la ligne de Cherbourg à Barfleur, longue de 31,4 km, relie les localités de Barfleur et de Cherbourg. La gare de Barfleur était située au sud du port, dans le quartier actuel de la Cité. Ces deux lignes ferment en 1950
Durant la Seconde Guerre mondiale, des digues en béton sont érigées au fond du port ainsi que le long de la Grande Grève. Barfleur est libérée sans combat le 24 juin 1944 par les troupes américaines. Le port sera par la suite utilisé pour débarquer du matériel et des vivres.
En 1964, la construction d'une centrale atomique sur la commune de Barfleur est envisagée par le haut commissaire à l'énergie atomique, Francis Perrin. À l'issue d'une concertation nationale réalisée en 1974, le site de Flamanville est finalement retenu pour la construction d'une centrale nucléaire.

## Politique et administration

### Rattachements administratifs et électoraux

#### Rattachements administratifs
La commune se trouve depuis 1926 dans l'arrondissement de Cherbourg du département de la Manche.
Elle faisait partie depuis 1793 du canton de Quettehou. Dans le cadre du redécoupage cantonal de 2014 en France, cette circonscription administrative territoriale a disparu, et le canton n'est plus qu'une circonscription électorale.

#### Rattachements électoraux
Pour les élections départementales, la commune fait partie depuis 2014 du canton du Val-de-Saire
Pour l'élection des députés, elle fait partie de la quatrième circonscription de la Manche.

### Intercommunalité
Barfleur était membre de la communauté de communes du Val de Saire, un établissement public de coopération intercommunale (EPCI) à fiscalité propre créé en 2001 et auquel la commune avait transféré un certain nombre de ses compétences, dans les conditions déterminées par le code général des collectivités territoriales.
Dans le cadre des dispositions de la loi portant nouvelle organisation territoriale de la République du 7 août 2015, qui prévoit que les établissements publics de coopération intercommunale (EPCI) à fiscalité propre doivent avoir un minimum de 15 000 habitants, cette intercommunalité a fusionné avec ses voisines pour former, le 1er janvier 2017, la communauté d'agglomération du Cotentin dont est désormais membre la commune.

### Liste des maires
| Période    | Période   | Identité                        | Étiquette | Qualité                                                         |
| ---------- | --------- | ------------------------------- | --------- | --------------------------------------------------------------- |
| 1790       | 1796      | Louis-Baptiste Queslin          |           | Médecin                                                         |
| 1796       | 1800      | Jacques-Nicolas Cléret          |           |                                                                 |
| 1800       | 1813      | Jean-Charles-François Ernisse   |           | Négociant                                                       |
| 1813       | 1816      | Pierre-François-Michel Salley   |           | Retraité, militaire                                             |
| 1816       | 1819      | Jaques-François Hébert          |           | Mort en fonction le 1er mai 1819                                |
| 1819       | mai 1825  | Pierre Charles Jean-Pascal      |           | Chirurgien                                                      |
| 1825       | 1832      | Jacques-Nicolas-François Cléret |           | Notaire                                                         |
| 1832       | 1848      | Pierre Salley                   |           | Retraité, militaire                                             |
| sept. 1848 | 1856      | Charles-François Jean-Pascal    |           |                                                                 |
| 1856       | 1879      | Louis-Victor Dalidan            |           | Médecin                                                         |
| 1879       | mai 1880  | Eugène Levaufre                 |           | Mort en fonction le 1er mai 1880                                |
| 1880       | 1882      | Arsène Magnen                   |           | Sous-commissaire de la Marine                                   |
| 1882       | 1915      | Albert Hay                      |           |                                                                 |
| 1915       | 1919      | Jules Touroul-Chevalerie        |           |                                                                 |
| 1919       | 1925      | Xavier Delacour                 |           |                                                                 |
| 1925       | 1932      | Auguste Le Monnier              |           |                                                                 |
| 1932       | 1939      | Paul Debonnaire                 |           |                                                                 |
| 1939       | 1943      | Jules Langlois                  |           |                                                                 |
| 1943       | 1945      | Louis Gosselin                  |           |                                                                 |
| 1945       | 1945      | Louis Renet                     |           |                                                                 |
| 1946       | 1947      | Georges Leprail                 |           |                                                                 |
| 1947       | 1959      | Albert Cauchon                  |           |                                                                 |
| 1959       | 1968      | Louis Debrix                    |           | Commerçant                                                      |
| 1968       | 1977      | René Leconte                    |           | Commerçant                                                      |
| 1977       | 1983      | Pierre Boisard                  |           | Antiquaire                                                      |
| 1983       | 1989      | Eugène Jaunet                   |           | Avocat                                                          |
| 1989       | mars 1998 | Jean Villette                   |           | Président de la CC du Val de Saire (1994 → 1998)                |
| mars 1998  | mars 2008 | Jacques Houyvet                 |           | Professeur agrégé retraité                                      |
| mars 2008  | mars 2014 | Jean Deville                    | SE        | Retraité de la DCNS Directeur de l'école de voile (1997 → 2008) |
| mars 2014  | mars 2024 | Michel Mauger                   | SE        | Informaticien retraité Démissionnaire                           |
| avril 2024 | En cours  | Christiane Tincelin             |           |                                                                 |

### Jumelages
La commune est jumelée :
- Lyme Regis (Royaume-Uni) depuis 2013[88],[89]

## Équipements et services publics

### Enseignement
Barfleur est située dans l'académie de Caen.
La commune accueille une école maternelle et primaire privée Sainte-Marie-Madeleine,.

## Population et société

### Démographie
L'évolution du nombre d'habitants est connue à travers les recensements de la population effectués dans la commune depuis 1793. Pour les communes de moins de 10 000 habitants, une enquête de recensement portant sur toute la population est réalisée tous les cinq ans, les populations de référence des années intermédiaires étant quant à elles estimées par interpolation ou extrapolation. Pour la commune, le premier recensement exhaustif entrant dans le cadre du nouveau dispositif a été réalisé en 2005.

En 2022, la commune comptait 545 habitants, en évolution de −5,55 % par rapport à 2016 (Manche : −0,31 %, France hors Mayotte : +2,11 %).
| 1793 | 1800 | 1806  | 1821  | 1831  | 1836  | 1841  | 1846  | 1851  |
| ---- | ---- | ----- | ----- | ----- | ----- | ----- | ----- | ----- |
| 896  | 899  | 2 553 | 2 674 | 2 675 | 1 158 | 1 185 | 1 195 | 1 271 |

| 1856  | 1861  | 1866  | 1872  | 1876  | 1881  | 1886  | 1891  | 1896  |
| ----- | ----- | ----- | ----- | ----- | ----- | ----- | ----- | ----- |
| 1 279 | 1 304 | 1 253 | 1 218 | 1 070 | 1 005 | 1 065 | 1 135 | 1 189 |

| 1901  | 1906  | 1911  | 1921  | 1926  | 1931  | 1936  | 1946 | 1954 |
| ----- | ----- | ----- | ----- | ----- | ----- | ----- | ---- | ---- |
| 1 210 | 1 274 | 1 238 | 1 116 | 1 100 | 1 069 | 1 065 | 977  | 907  |

| 1962 | 1968 | 1975 | 1982 | 1990 | 1999 | 2005 | 2006 | 2010 |
| ---- | ---- | ---- | ---- | ---- | ---- | ---- | ---- | ---- |
| 847  | 837  | 703  | 619  | 599  | 642  | 650  | 644  | 643  |

| 2015 | 2020 | 2022 | - | - | - | - | - | - |
| ---- | ---- | ---- | - | - | - | - | - | - |
| 579  | 553  | 545  | - | - | - | - | - | - |

Entre 1804 et 1831, Montfarville inclus dans Barfleur.

## Économie

### Revenus de la population
En 2015, les Barfleurais disposaient d'un revenu médian annuel de près de 17 581 €, inférieur au revenu médian annuel national qui s'élevait alors à 19 785 €.

### Tissu économique
Le tableau qui suit récapitule le nombre d'entreprises implantées en 2015 à Barfleur selon leur secteur d'activité et le nombre de leurs salariés:
|                                                              | Total | %    | 0 salarié | 1 à 9 salariés | 10 à 19 salariés | 20 à 49 salariés | 50 salariés ou plus |
| ------------------------------------------------------------ | ----- | ---- | --------- | -------------- | ---------------- | ---------------- | ------------------- |
| Ensemble                                                     | 75    | 100  | 48        | 24             | 2                | 1                | 0                   |
| Agriculture, sylviculture et pêche                           | 8     | 10,7 | 5         | 3              | 0                | 0                | 0                   |
| Industrie                                                    | 4     | 5,3  | 2         | 2              | 0                | 0                | 0                   |
| Construction                                                 | 2     | 2,7  | 1         | 1              | 0                | 0                | 0                   |
| Commerce, transports, services divers                        | 52    | 69,3 | 35        | 16             | 1                | 0                | 0                   |
| dont commerce et réparation automobile                       | 14    | 18,7 | 9         | 4              | 1                | 0                | 0                   |
| Administration publique, enseignement, santé, action sociale | 9     | 12,0 | 5         | 2              | 1                | 1                | 0                   |
| Champ : ensemble des activités.                              |       |      |           |                |                  |                  |                     |

#### Pêche
Barfleur est un port de pêche, notamment de moules de pleine mer. La « blonde de Barfleur » pêchée sur le banc de Barfleur, Montfarville, Réville et Ravenoville, est une moule sauvage exploitée par 64 navires dragueurs du Val de Saire basés pour l'essentiel à Barfleur et à Saint-Vaast-la-Hougue et qui récoltent entre 2 000 et 9 000 tonnes selon les années. Cette moule charnue doit son nom aux reflets dorés de sa coquille.
Le centre de débarque du port est géré par la chambre de commerce et d'industrie de Cherbourg-Cotentin.

## Culture locale et patrimoine

### Lieux et monuments
Au Moyen Âge, notamment pendant la période ducale, Barfleur est l'un des trois grands ports normands en raison de sa relative proximité de l'île de Wight et donc de l'importante cité de Winchester. C'est aujourd'hui un petit port de pêche d'échouage typique, avec ses maisons barfleuraises du XVIe au XIXe siècle en granit gris et à toit de schiste, notamment rue Saint-Nicolas, rue des pêcheurs avec leurs maisons rythmées par des lucarnes à deux ou trois pans, avec souvent un crochet de levage pour mettre les filets de pêche à sécher.
La ville a conservé peu d'édifices datant du Moyen Âge et de la Renaissance, hormis un colombier du XVe siècle sur la digue de la grande grève, dernier vestige d'un manoir seigneurial entièrement détruit, et la cour Sainte-Catherine bordée de maisons des XIVe et XVe siècles. On accède à cette dernière par une porte cochère en arc surbaissé. Une fois dans la cour, on peut voir une porte à linteau surmonté d'une accolade, et une fenêtre à meneaux. À l'intérieur on trouve un escalier à vis du XVe siècle. L'enceinte urbaine a disparu.
L'église Saint-Nicolas du XVIIe siècle, avec sa tour carrée du XVIIe et son toit en schiste vert, est inscrite aux monuments historiques. Juchée sur un éperon rocheux au centre d'un cimetière marin, elle est de construction récente, le chœur et le transept datent du XVIIe siècle, la nef du XIXe siècle. Elle remplace une église romane du XIe siècle, édifiée sur un rocher nommé le Querqueux situé à l'entrée du port actuel, qui était à l'époque au milieu de la ville. Restauré et réédifié à plusieurs reprises, notamment après sa ruine en 1346 lors du débarquement du roi Édouard III d'Angleterre à la Hougue, puis par les Navarrais, l'édifice roman, construit en pierre de Caen, a été définitivement ruiné par les guerres de Religion et recouvert comme l'ancien port et une partie du bourg par la mer qui a rongé la côte. L'église abrite cinq objets classés aux monuments historiques dont un tableau la Visitation et un groupe sculpté Vierge de Pitié (XVIe),. L'édifice est ornée de douze vitraux posés en 1892, réalisés par les ateliers Lorin de Chartres. Certaines verrières ont été restaurées en 1980 par l'atelier Bourget. Dans le cimetière, accolée à l'église, on peut voir une croix ancienne également inscrite aux monuments historiques.
Parmi les autres monuments : l'ancien prieuré des Augustins du XVIIIe siècle et son jardin, l'ancien hôtel de l'amirauté du XVIIIe siècle, la chapelle de la Bretonne (1893) et ses vingt vitraux (XIXe) de Duhamel-Marette décrivant la vie de Marie-Madeleine Postel classés au monuments historiques, le jardin de l'hôtel Le Conquérant répertorié à l'Inventaire général du patrimoine culturel, l'abri du canot de sauvetage, construit en 1954, transformé en petit musée ouvert au public et qui abrite l'ancien canot le Crestey et Sauve du nom de deux marins-sauveteurs disparus en mission en 1893. Depuis 1997, il a été remplacé par le canot l'Amiral de Tourville, canot tous temps de 15,46 mètres, complété par un zodiac, ou encore le presbytère (XVIIIe siècle), les maisons de Paul Signac et de Julie Postel.

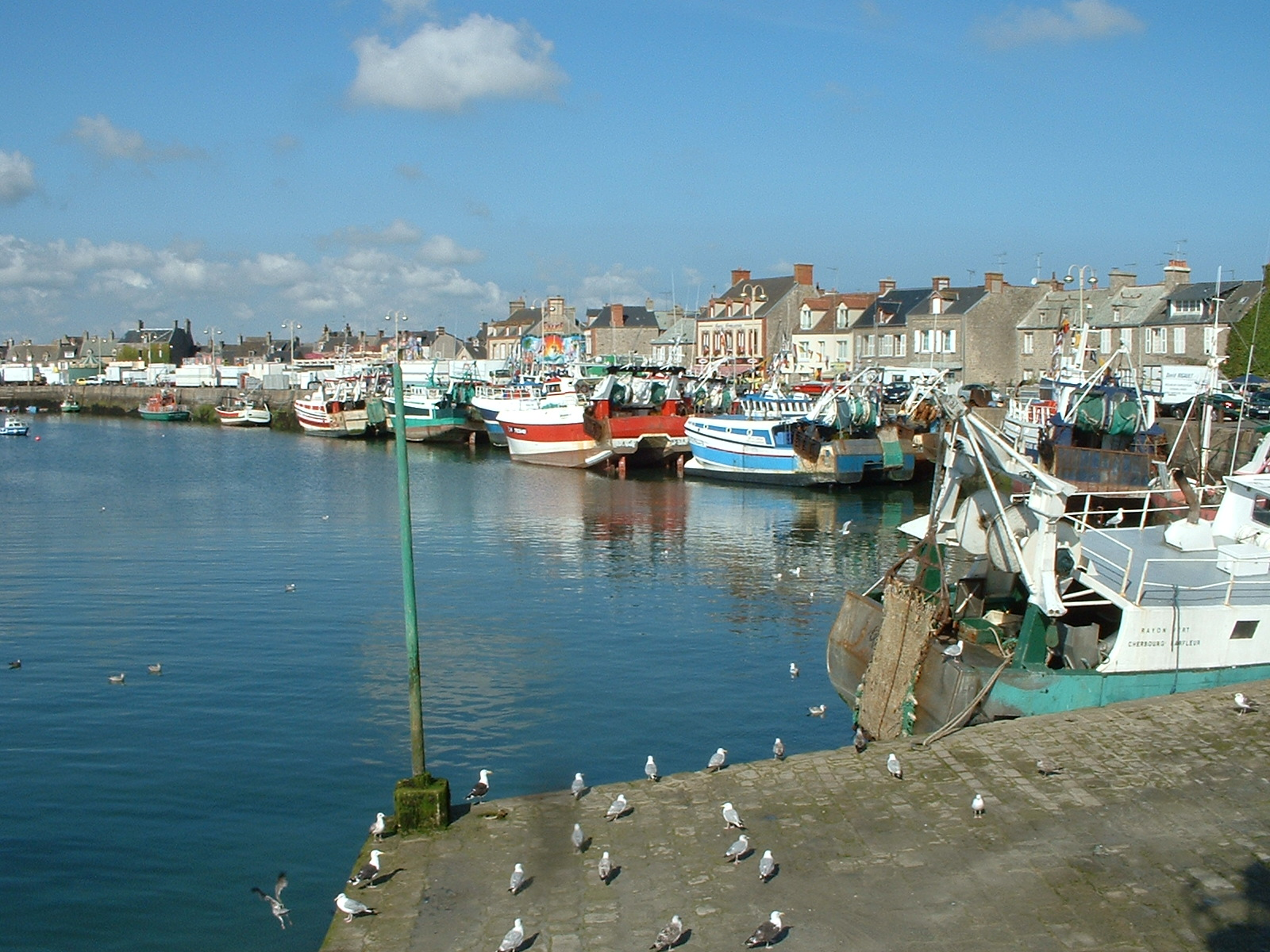
Port de Barfleur.
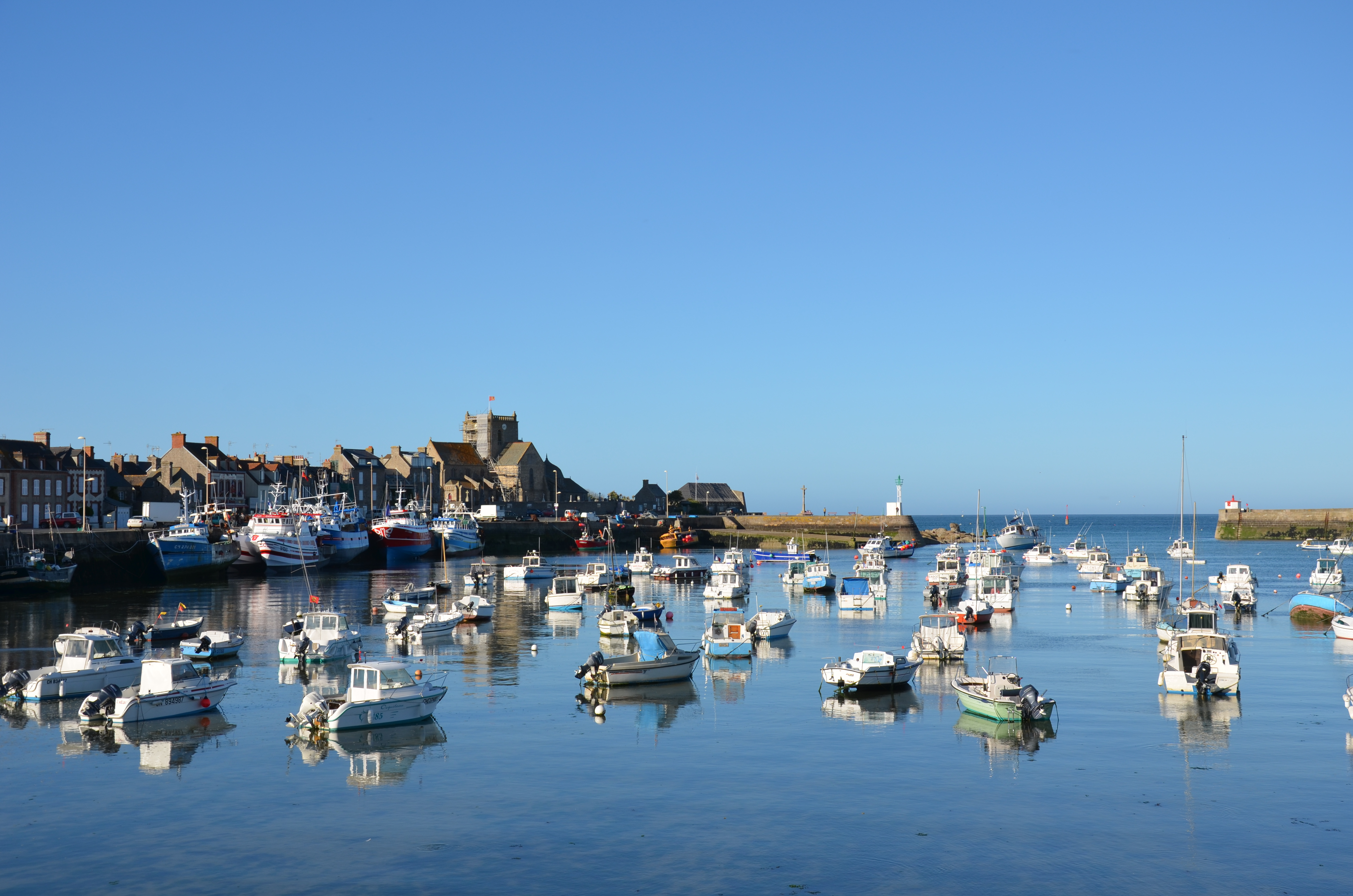
Port de Barfleur.
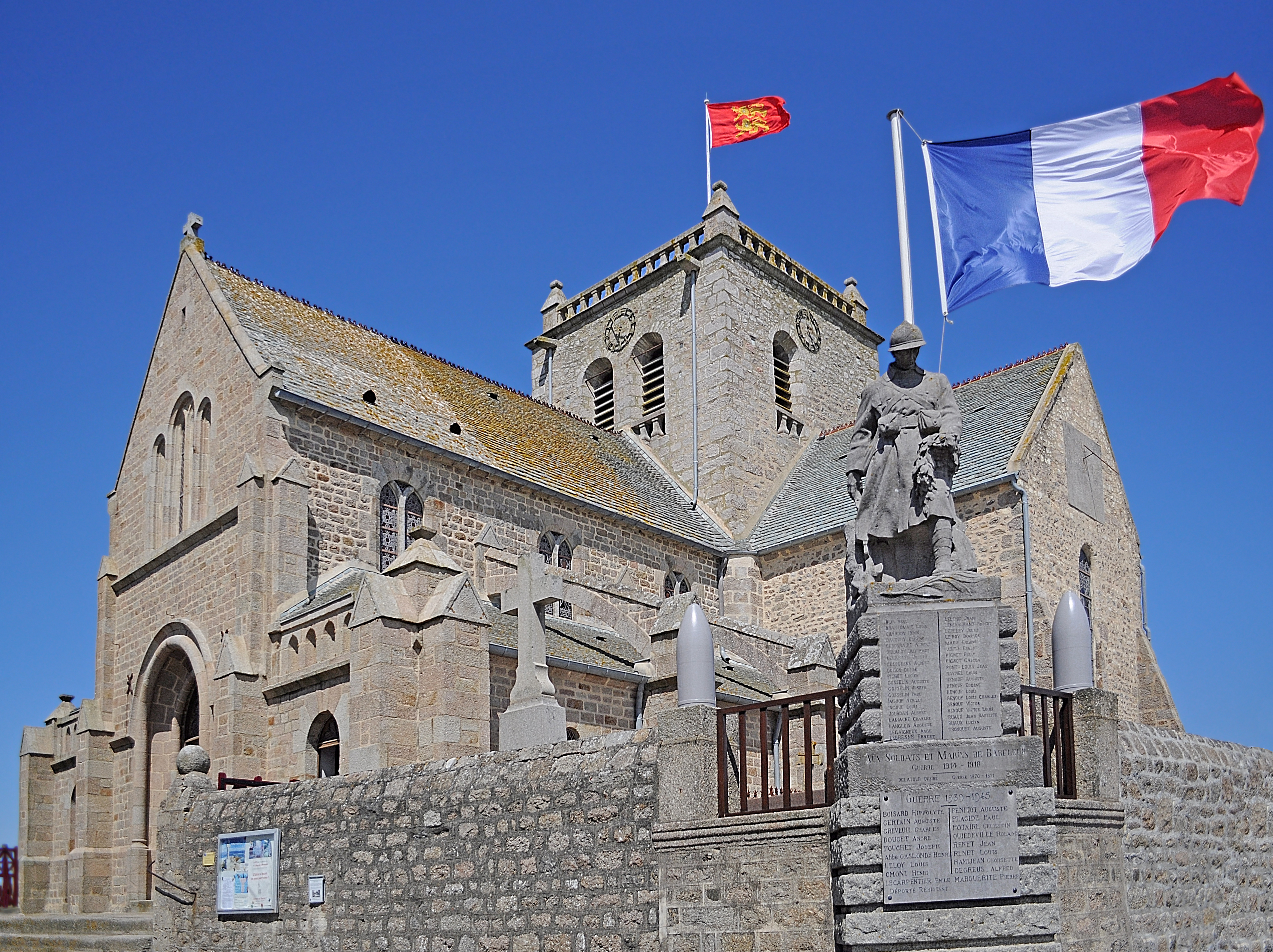
L'église Saint-Nicolas et le monument aux morts délimité par des chaînes supportées par des obus[110].
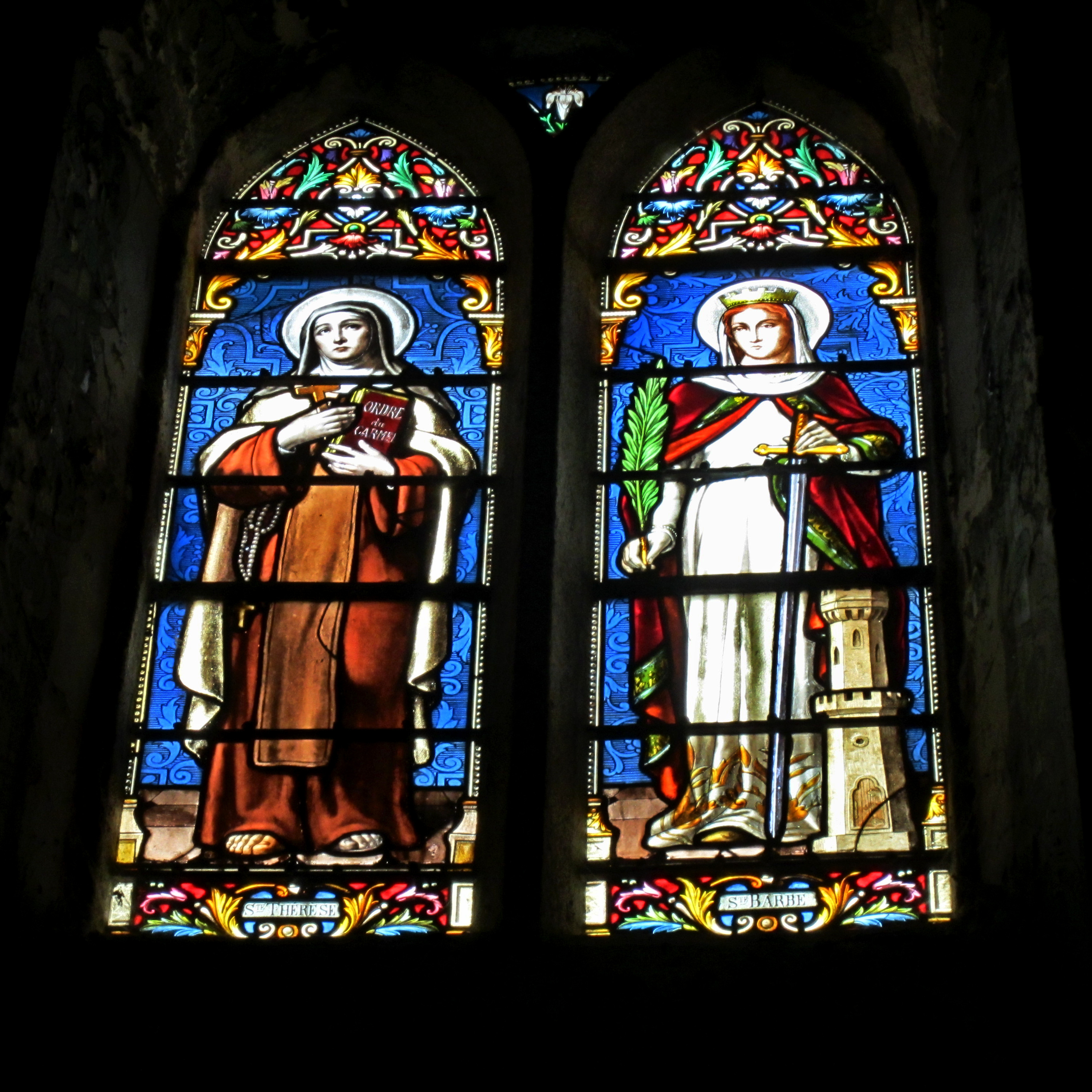
Vitrail de sainte Thérèse et sainte Barbe (1892).
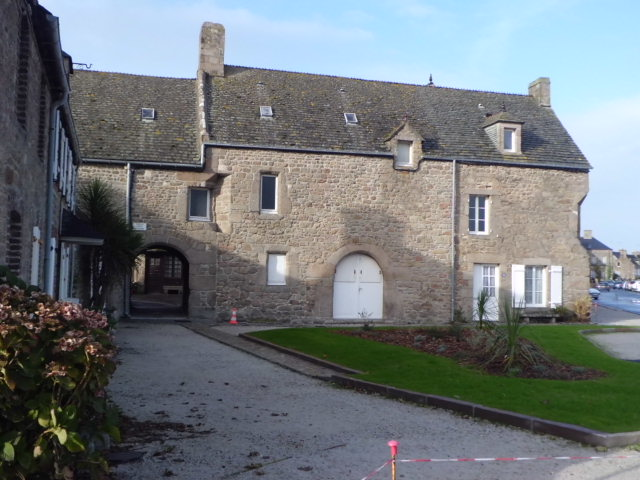
La plus ancienne maison de Barfleur, cour Sainte-Catherine.
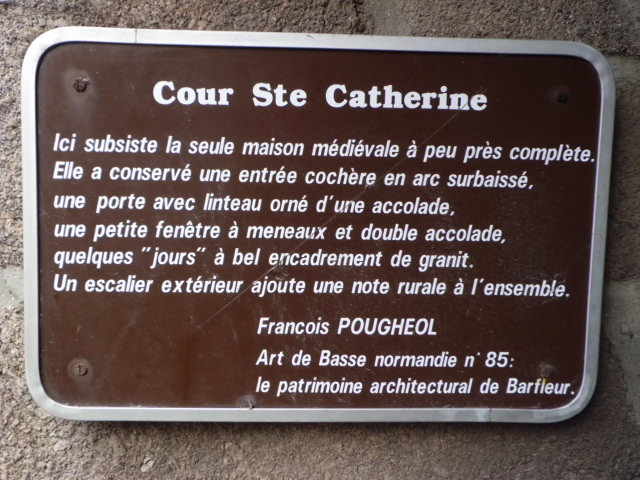
La même maison.
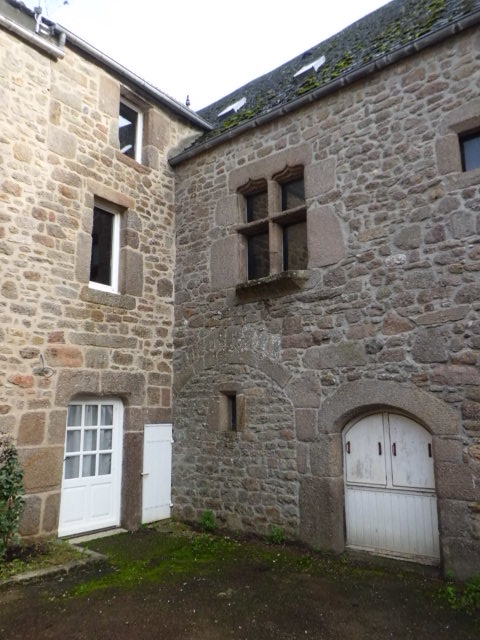
Une fenêtre à meneau et l'entrée cochère murée, même habitation.
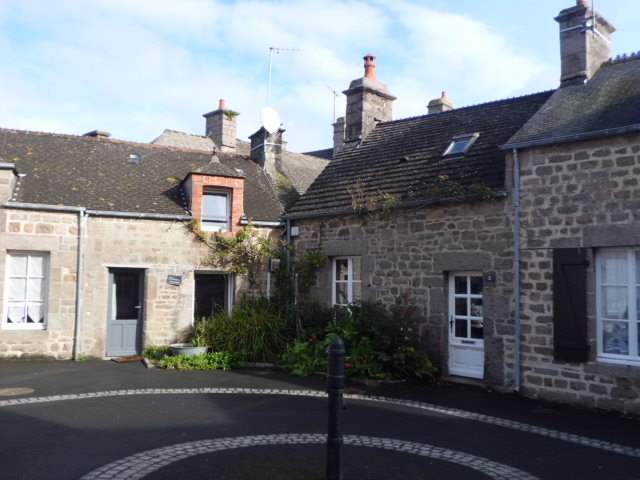
Anciennes maisons de pêcheurs[111].
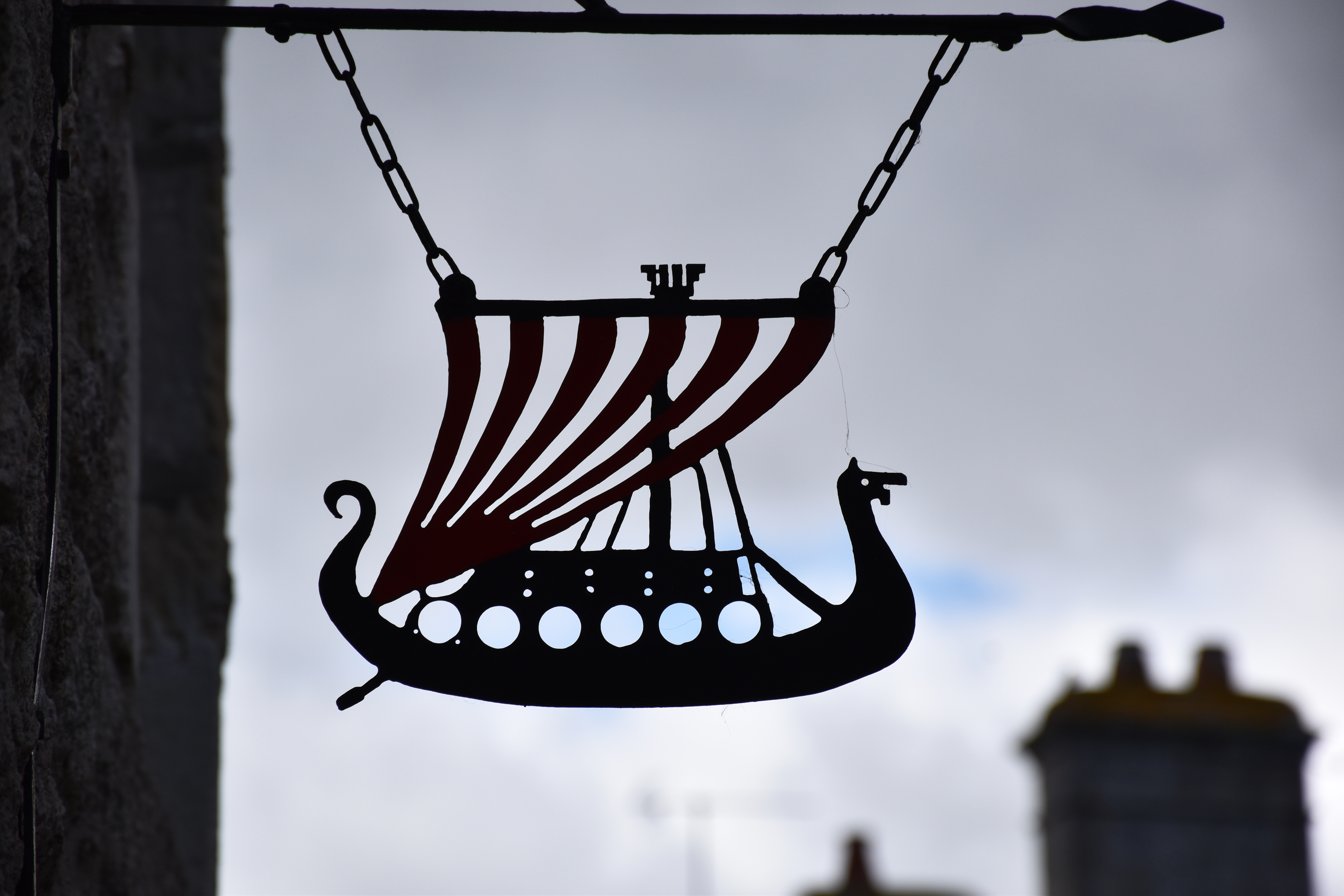
Barfleur - rue Saint-Nicolas.

### Barfleur dans les arts et la culture

#### Barfleur dans la peinture
Au XIXe et XXe siècles, le port de Barfleur a été une source d'inspiration pour les peintres Paul Signac, Antoine Guillemet ou encore Albert Voisin.

#### Barfleur dans la littérature
En 1836, Victor Hugo s'arrête à Barfleur en compagnie de sa maîtresse Juliette Drouet et de Célestin Nanteuil.
Jules Renard séjourne à Barfleur en août 1887 puis d'avril à août 1890 avec sa femme et son fils pour rédiger L'Écornifleur, invités par les époux Galbrun dans une maison qu'ils ont louée entre l'église et la station de sauvetage.

#### Barfleur au cinéma et à la télévision
- Le Mur de l'Atlantique, sorti en 1970, a été tourné en partie à Barfleur[116].
- Le Démon dans l'île, film français de Francis Leroi, avec Jean-Claude Brialy, Anny Duperey et Pierre Santini, sorti en 1983, a été tourné en partie à Barfleur.
- L'Avenir d'Émilie, sorti en 1985, a été tourné en partie à Barfleur[116].
- Le Diable rose, sorti en 1988, a été tourné en partie à Barfleur[116].
- L'Iceberg, film belge réalisé par Dominique Abel, Fiona Gordon et Bruno Romy, sorti en décembre 2005 a été tourné en partie à Barfleur.
- La Promeneuse d'oiseaux, film français réalisé par Jacques Otmezguine, sorti en 2006 a été tourné en partie à Barfleur.
- Les Corbeaux (mini-série), film français de Régis Musset et Laurent Scalese, avec Astrid Veillon, sorti en deux épisodes en 2009, a été tourné en partie à Barfleur.

### Personnalités liées à la commune
- Jean Adrien Queslin (1754-1821), notaire, homme politique, député de la Manche de 1791 à 1792.
- Sainte Marie-Madeleine Postel, née Julie Postel (village de la Bretonne, Barfleur, 1756 - Saint-Sauveur-le-Vicomte, 1846)[38], fondatrice en 1807, de la congrégation des Sœurs des écoles chrétiennes et de la Miséricorde, canonisée en 1925.
- Paul Signac (1863-1935), peintre, propriétaire d'une maison rue Saint-Nicolas.
- Jean Giraudoux (1882-1944), écrivain, y rédigea Siegfried et le Limousin en août 1922[117].
- Vanber (1905-1994), (de son vrai nom Albert Voisin), peintre, né à Lestre (Manche), sa famille possède encore une résidence secondaire à Barfleur.
- Jacques Berthier (1923-1994), compositeur et organiste, possédait une résidence à Montfarville. Son épouse et lui étaient des habitués de Barfleur.
- Philippe Bonnet (1927-2017), artiste peintre, vécut à Barfleur.
- Henry Hartley (1930-2011), artiste peintre, possédait une résidence-atelier impasse des Jardins. Ses tableaux sur les thèmes titrés "Les Galets" et "Sun Boat" ont été peints à Barfleur.
- Jean-Luc Petitrenaud (1950-2025), journaliste et critique gastronomique, qui possédait une résidence secondaire à Barfleur.
- Christophe Boltanski (né en 1962), journaliste et écrivain, lauréat du Prix Femina 2015, fils du sociologue Luc Boltanski et neveu de l'artiste Christian Boltanski. Il possède une résidence secondaire à Barfleur[118].
- Jérôme Houyvet (né en 1970 à Barfleur), photographe.

### Héraldique
| Blason de Barfleur | Blason  | De gueules au bar contourné d'argent, surmonté d'une fleur de lys d'or.                                                              |
| Blason de Barfleur | Détails | Ces armes sont une sorte de rébus correspondant au nom de la commune : bar - fleur. Le statut officiel du blason reste à déterminer. |

## Pour approfondir